# Limonov: The Ballad
Limonov: The Ballad er en film fra 2024 af Kirill Serebrennikov.

## Medvirkende
- Ben Whishaw som Eddie
- Tomas Arana som  Steven
- Sandrine Bonnaire
- Viktoria Miroshnichenko som Yelena Shchapova
- Louis-Do de Lencquesaing
- Maria Mashkova som Anna